# Kľačany
Kľačany es un municipio del distrito de Hlohovec en la región de Trnava, Eslovaquia, con una población estimada a final del año 2024 de 1143 habitantes.
Se encuentra ubicado en el centro-este de la región, cerca del río Váh (cuenca hidrográfica del Danubio) y de la región de Nitra.

## Demografía
| Año        | 1994 | 2004    | 2014    | 2024    |
| ---------- | ---- | ------- | ------- | ------- |
| Población  | 954  | 976     | 1064    | 1143    |
| Diferencia |      | +2,30 % | +9,01 % | +7,42 % |

| Año        | 2023 | 2024    |
| ---------- | ---- | ------- |
| Población  | 1145 | 1143    |
| Diferencia |      | −0,17 % |